# Els Límits

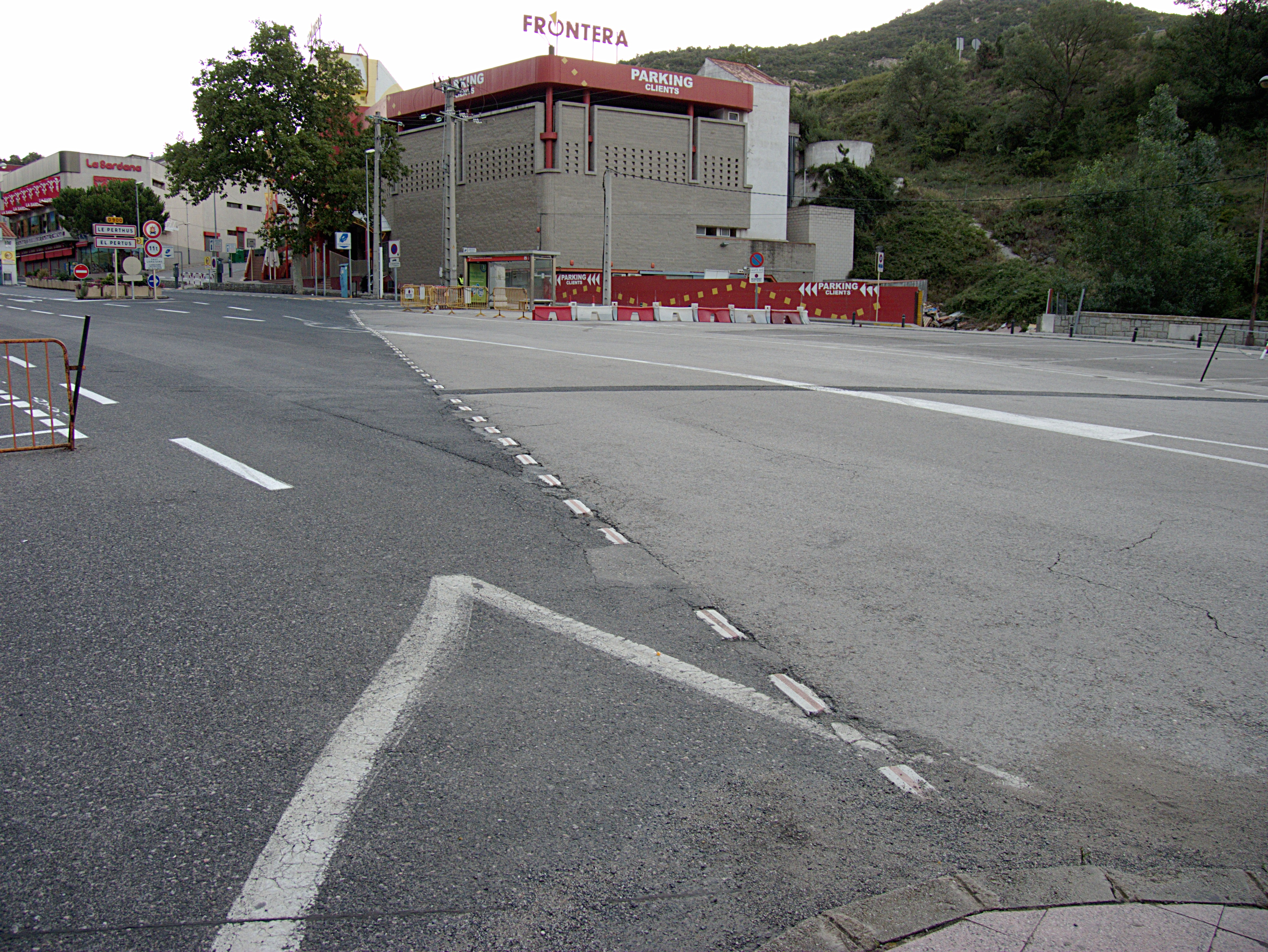
Jižní hraniční linie mezi Els Límits (vpravo) a Le Perthus (vlevo)

Els Límits (katalánská výslovnost: [əlz ˈlimits]) je španělská vesnice a občanská farnost obce La Jonquera, která se nachází v provincii Girona v Katalánsku ve Španělsku. V roce 2024 měla 57 obyvatel. Její španělský název je Los Límites.

## Historie
Počátky rozdělení vesnice sahají do 17. století, kdy byla po francouzsko-španělské válce (1635–1659) uzavřena Pyrenejská smlouva, která stanovila hranici mezi Francií a Španělskem podél pohoří Pyreneje.

## Geografie

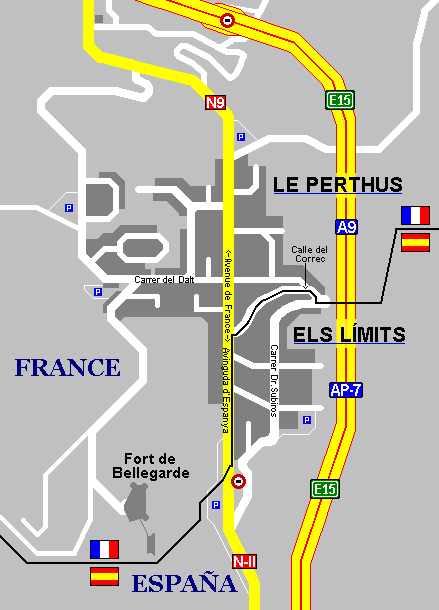
Mapa dvou vesnice

Els Límits, jehož název znamená „Hranice“, se nachází na pomezí s francouzským regionem Languedoc-Roussillon, blízko historického území Vallespir. Přiléhající francouzské dvojče, město Le Perthus (obec v departementu Pyrénées-Orientales), leží na severní a západní straně společné městské oblasti. Hlavní ulice, Avinguda d'Espanya, prochází jak francouzským, tak španělským územím; její západní strana (ve Francii) se nazývá Avenue de France.
Mimo hlavní silnici, kde se nachází hraniční přechod, jsou dalšími hlavními ulicemi Carrer del Doctor Subirós, Calle del Correc (binárodní), Carrer de Fàtima a Carrer d'Hannibal. Vesnice leží 5 km od La Jonquery, 27 km od Figueres, 35 km od Perpignanu, 63 km od Girony a 160 km od Barcelony.

### Galerie

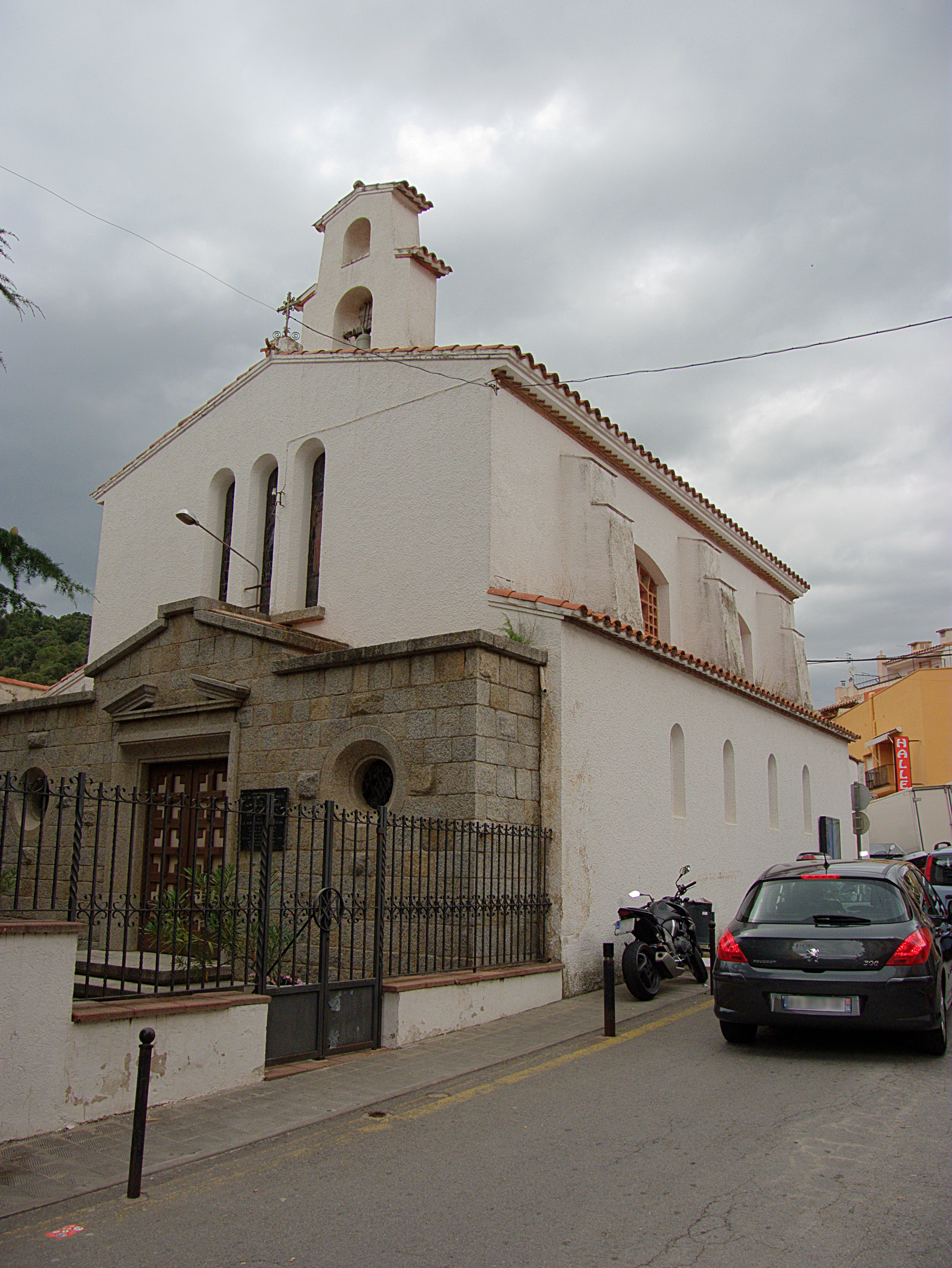
Svatyně Panny Marie Fátimské
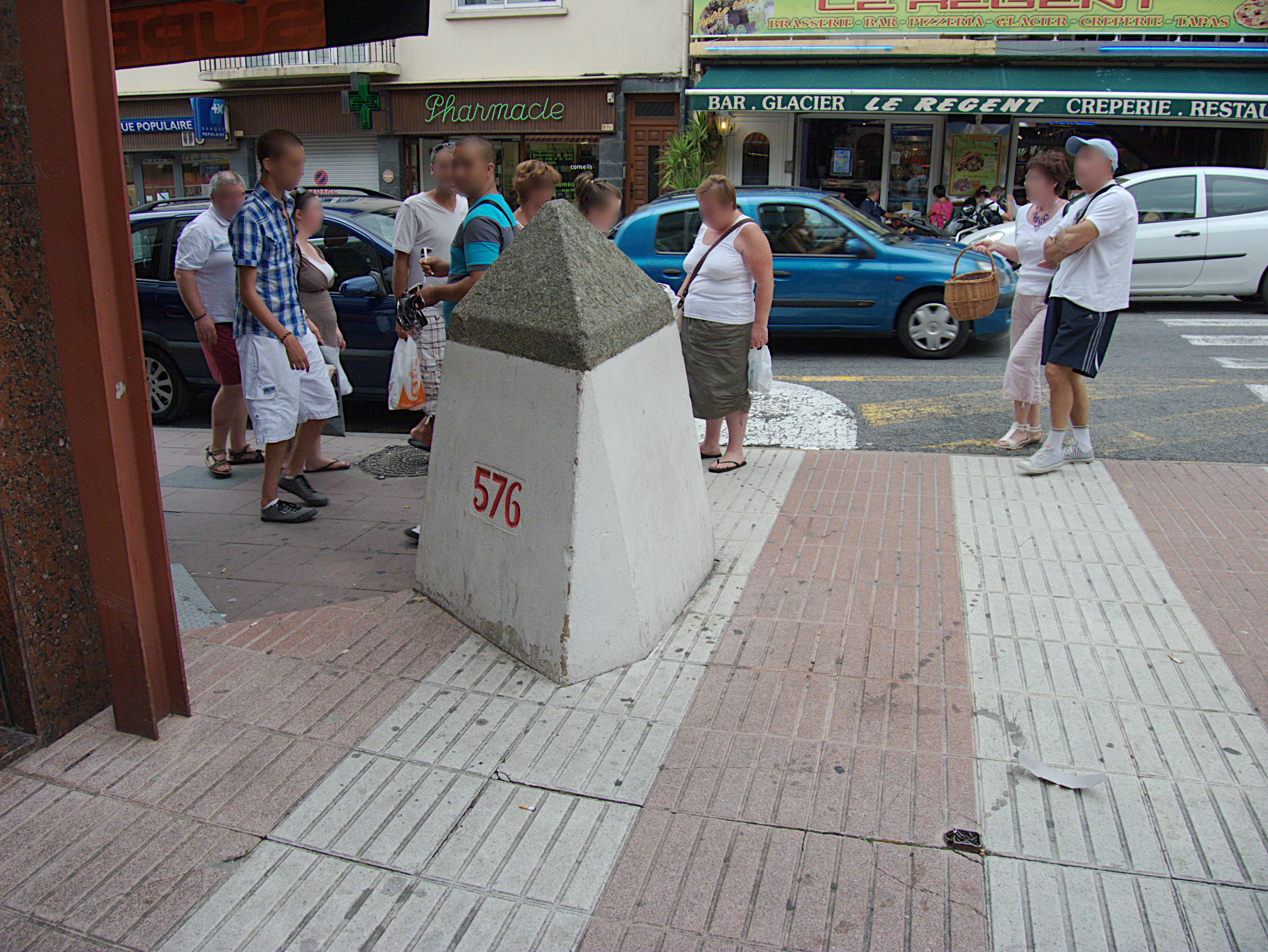
Hraniční linie na hlavní ulici Avenue de France (Le Perthus, vpravo) / Avinguda d'Espanya (Els Límits, vlevo)
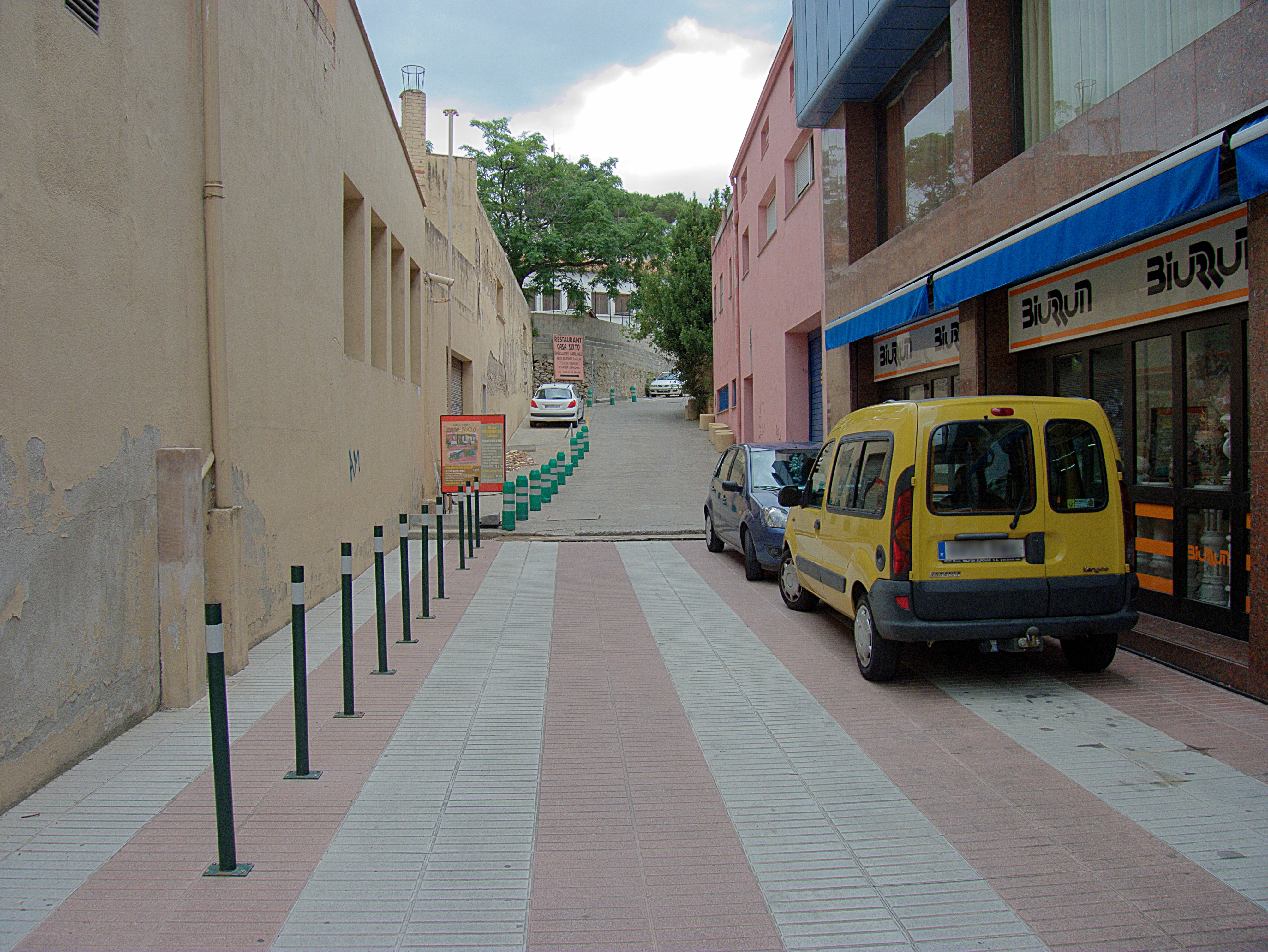
Mezinárodní silnice Rue du Petit Pont (Le Perthus, vlevo) / Carrer del Còrrec (Els Límits, vpravo)

## Ekonomika
Jako pohraniční město mezi Španělskem a Francií je Els Límits převážně tvořeno obchodními budovami a téměř celé je zaměřeno na prodej alkoholu, tabáku a dalších zboží, které jsou ve Španělsku výrazně levnější než ve Francii. V minulosti bylo, podobně jako Le Perthus, významným centrem pašování.

## Doprava
Els Límits není obsluhováno železnicí, ale protíná ho národní silnice N-II, která pokračuje jako Route nationale 9 (RN9) na francouzské území. Přilehlá dálnice AP-7 (La Jonquera–Barcelona–Valencie–Alicante–Vera) pokračuje ve Francii jako A9 (Le Perthus–Perpignan–Montpellier–Orange). Nejbližší dálniční sjezdy jsou „La Jonquera“ (AP-7) a „Le Boulou“ (A9).